# Jumeau numérique du projet
 (juin 2021).
La mise en forme du texte ne suit pas les recommandations de Wikipédia : il faut le « wikifier ».
Les points d'amélioration suivants sont les cas les plus fréquents :
- Les titres sont pré-formatés par le logiciel. Ils ne sont ni en capitales, ni en gras.
- Le texte ne doit pas être écrit en capitales (les noms de famille non plus), ni en gras, ni en italique, ni en « petit »…
- Le gras n'est utilisé que pour surligner le titre de l'article dans l'introduction, une seule fois.
- L'italique est rarement utilisé : mots en langue étrangère, titres d'œuvres, noms de bateaux, etc.
- Les citations ne sont pas en italique mais en corps de texte normal. Elles sont entourées par des guillemets français : « et ».
- Les listes à puces sont à éviter, des paragraphes rédigés étant largement préférés. Les tableaux sont à réserver à la présentation de données structurées (résultats, etc.).
- Les appels de note de bas de page (petits chiffres en exposant, introduits par l'outil «  Source ») sont à placer entre la fin de phrase et le point final[comme ça].
- Les liens internes (vers d'autres articles de Wikipédia) sont à choisir avec parcimonie. Créez des liens vers des articles approfondissant le sujet. Les termes génériques sans rapport avec le sujet sont à éviter, ainsi que les répétitions de liens vers un même terme.
- Les liens externes sont à placer uniquement dans une section « Liens externes », à la fin de l'article. Ces liens sont à choisir avec parcimonie suivant les règles définies. Si un lien sert de source à l'article, son insertion dans le texte est à faire par les notes de bas de page.
- La présentation des références doit suivre les conventions bibliographiques. Il est recommandé d'utiliser les modèles {{Ouvrage}}, {{Chapitre}}, {{Article}}, {{Lien web}} et/ou {{Bibliographie}}. Le mode d'édition visuel peut mettre en forme automatiquement les références.
- Insérer une infobox (cadre d'informations à droite) n'est pas obligatoire pour parachever la mise en page.

Pour une aide détaillée, merci de consulter Aide:Wikification.
Si vous pensez que ces points ont été résolus, vous pouvez retirer ce bandeau et améliorer la mise en forme d'un autre article.
 (juin 2021).
Un jumeau numérique de projet est une réplique numérique de l’ensemble des données d'un projet et de son pilotage : données techniques et financières, processus de pilotage, gouvernance, reporting, etc.

## Origines
Le jumeau numérique du projet est une évolution du concept plus général de jumeau numérique qui prend sa source au sein de l’industrie aérospatiale. Initialement, le concept de jumeau numérique se limitait principalement aux caractéristiques physiques de l’objet réel à modéliser, comme des pièces, assemblages ou machines ayant leurs propres propriétés physiques. Bien que le concept de jumeau numérique ait été décliné dans de nombreux autres domaines tels que les services aux entreprises et les services associés à des produits; il n’existe pas aujourd’hui consensus sur la définition scientifique des jumeaux numériques. Toutefois, un des prérequis du jumeau numérique du projet est de représenter les données des systèmes d’information autour de la gestion du cycle de vie du produit (PLM) pour les projets de développement produit ou la modélisation des informations (BIM : Building Information Model) pour les projets de construction ou en se concentrer sur l’idée aux phases d’utilisation.

## Concept

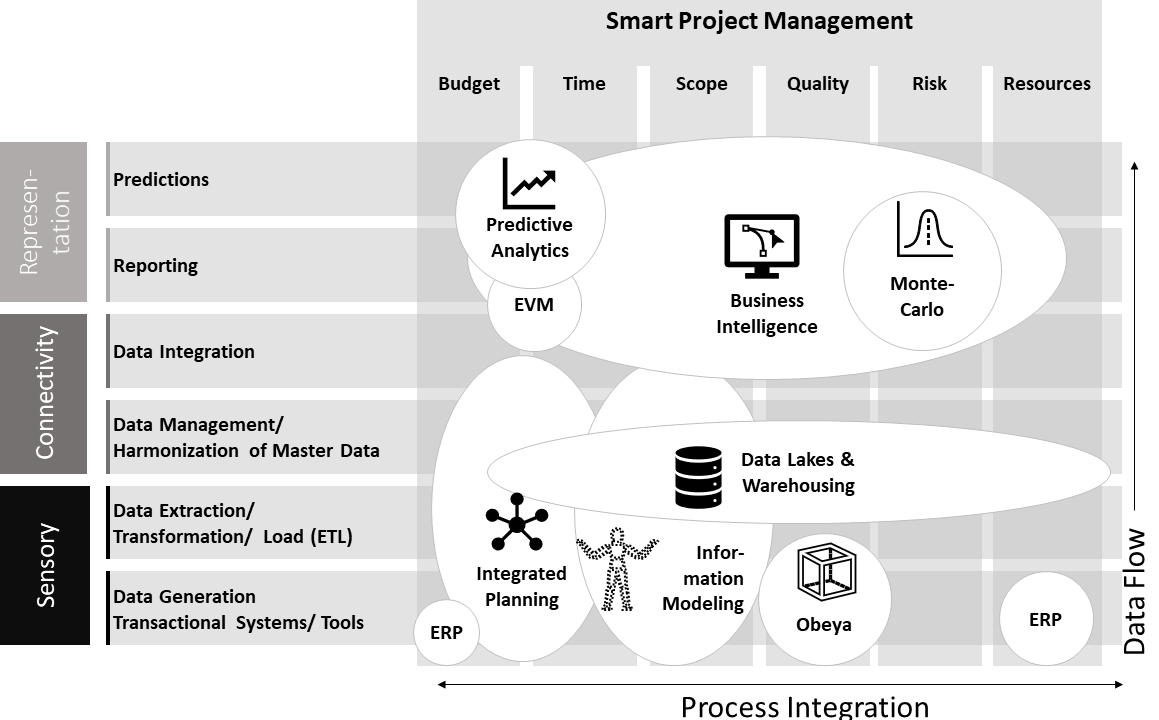
Field Matrix of the Concept of Digital Project Twin: Techniques within the circles are examples

Un projet est la réalisation d’un livrable unique et innovant et par conséquent d’un ensemble d’actions nécessaires pour produire ce livrable.
L’une des raisons qui peut expliquer les échecs de certains projets est le manque d’anticipation et de réparation face aux risques du projet (excès de confiance ) ainsi que le manque de transparence entre les différentes parties prenantes
L’objectif du jumeau numérique du projet est d’optimiser la gestion de la qualité, d’éviter les dérives des coûts et d’éviter le dépassement des délais du projet en donnant en  « permanence » une vision complète de l’avancement du projet, des risques et évolutions.
L’épine dorsale du jumeau numérique du projet est l’infrastructure des données et l’architecture informatique. Les premiers environnements de travail numériques ont déjà été développés dans le but de se concentrer sur une gestion de projet intelligente. Le concept de jumeau numérique du projet peut être approché en combinant trois parties distinctes issues de produits numériques/virtuels et en les appliquant à une démarche de projet : le projet (son contenu et ses livrables), la connectivité des données et la représentation virtuelle. Dans ce domaine, différentes techniques, méthodes et logiciels peuvent être associés.
Avec la montée en maturité dans le domaine digital (capacités de stockage et de calculs, connectivité, visualisation, etc.), le modèle numérique évolue de quelques briques digitales (reportings, plans, visualisation, etc.) vers un modèle Digital Twin complet et intégré.

### Représentation virtuelle du projet
La prise de décisions tactiques peut non seulement prévenir les problèmes potentiels à l’avance, mais aussi permettre aux équipes d’adapter les processus en fonction de l’évolution des conditions. La gestion de la valeur acquise (Earned Value Management), pour évaluer l’avancement réel (physique et financier), associée avec une analyse prédictive partir de l’historique des données ou des méthodes de Monte Carlo pour les simulations sont quelques techniques qui peuvent être utilisées pour une représentation virtuelle du projet. Des outils d’analyse de données simples d’utilisation sont souvent combinés à des indicateurs et rapports en temps réel au sein d’outils d’aide à la décision.

### Connectivité des données
Une exigence majeure des jumeaux numériques de projet est de gérer les données du projet au sein d’un système d’information. Par conséquent, la gestion de la base de données décisionnelles et d’autres technologies liées à l’informatique décisionnelle sont nécessaires pour gérer les données et intégrer des données provenant de nombreuses sources différentes. La connectivité des données pose également des défis majeurs compte tenu de la question de savoir comment l’information est partagée entre les organisations et les individus. Si l’objectif du jumeau numérique du projet est de capter de façon quasi-exhaustive tous les paramètres disponibles cela peut également inclure des données personnelles. Ainsi, la question de la propriété et la gouvernance des données est cruciale pour savoir qui accède aux données et à quelle fin.

### Projet (capteurs de données)
Les capteurs sont des sources de données dans un projet qui vont créer un équivalent digital de celui-ci. Les données opérationnelles et financières doivent être recueillies à partir de différents capteurs connectés aux différents outils et systèmes couvrant l’ensemble des domaines d’activité : planning, documentation technique, finance, ERP, pilotage, etc. Les applications ou outils numériques chargés des systèmes Kanban, des Obeyas, ou d’autres aspects du lean management, peuvent également être utiles pour générer les données d’un projet. La quantité et la richesse des données disponible rend utile l’utilisation d’outils de « data mining » pour compléter les analyses des risques ou éventuels problèmes rencontrés par le projet.

## Cas d'utilisation spécifique
Il existe déjà des cas d’usage de jumeaux numériques de projets dans le cadre de la gestion par affaire (engineer to order), du PLM  et dans le cas de projet de construction avec la modélisation des informations de la construction (BIM). Les innovations et nouvelles technologies telles  que la réalité augmentée, la réalité virtuelle, l’intelligence artificielle sont prêts à dominer la gestion par affaire et les projets de construction à l’avenir.
Ces techniques sont jugées utiles pour les projets de développement de produits dans les industries mentionnées. C’est par exemple le cas avec le Ministère fédéral allemand de l’économie et de l’énergie (Bundesministerium für Wirtschaft und Energie ou BMWi) qui finance le projet DigitalTWIN (Digital Tools and Workflow Integration for Building Lifecycles) dans le cadre du programme « Smart Service World II ». Selon le site web du projet, « l’objectif est qu’une architecture de plate-forme ouverte, que des systèmes de communication plus avancés et que des technologies de vision par ordinateur simplifient la planification, la production et la coordination avec le chantier et fournissent aux utilisateurs une infrastructure de communication et de gestion fiable, flexible et évolutive.